# Herbert Plaxton
Herbert Alfred Wellington „Bert“ Plaxton (22. dubna 1901, Barrie, Ontario – 7. listopadu 1970, Toronto, Ontario) byl kanadský hokejový útočník.
V roce 1928 byl členem Kanadského hokejového týmu, který získal zlatou medaili na zimních olympijských hrách.

## Reprezentační statistiky
| 1928 | Kanada | OH | 2 | 2 | 0 | 2 | — |